# The People vs. Paul Crump (film)
Pour plus de détails, voir Fiche technique et Distribution.
The People vs. Paul Crump est un téléfilm documentaire américain réalisé par William Friedkin, diffusé pour la première fois en 1962.
Ce documentaire, doublé d'une interview, est consacré à Paul Crump (en), un condamné à mort afro-américain en attente de son exécution depuis neuf ans dans une prison de l'Illinois. Le film, qui s'applique à mettre en lumière les défaillances de l’enquête policière, et à donner la parole au condamné, entraîne une réévaluation du dossier et Paul Crump voit sa sentence commuée en prison à vie. Cependant, il n’a pas été diffusé, en raison de son contenu considéré à l'époque comme controversé.

## Synopsis
Un plaidoyer passionné pour la libération d'un afro-américain trentenaire qui patiente depuis neuf ans dans le couloir de la mort d'une prison de l'Illinois, alors qu'il clame son innocence et que ses aveux - sur lesquels il est revenu - ont été obtenus dans des conditions suspectes.
Ce film composé de témoignages de divers protagonistes de l'enquête et d'aperçus de la vie quotidienne des Noirs de Chicago a pour temps fort les cinq minutes de monologue de Paul Crump, face à la caméra.

## Contexte
Le 20 mars 1953, cinq afro-américains cambriolent un atelier de conditionnement de viande dans le quartier Union Stock Yards de Chicago. Au moment de leur fuite, un agent de sécurité est tué par une arme à feu. Dans le courant de la semaine, les cinq hommes sont arrêtés. Quatre d’entre eux sont  condamnés à des peines d’emprisonnement et bénéficieront après recours d’une libération conditionnelle.
Mais le cinquième, Paul Crump, qui n'a que  22 ans, avoue le meurtre, à la suite d'interrogatoires de police aux méthodes contestables, avant de se rétracter. Lors de son procès, il est reconnu coupable et condamné à la chaise électrique.
C'est en 1962, neuf ans plus tard et après 14 sursis à exécution, que Paul Crump rencontre William Friedkin, alors réalisateur de télévision locale, dans la prison du comté de Cook.
Friedkin, convaincu d'une part de l’innocence de Crump et d'autre part de la valeur de l'être humain, descend dans la rue avec son directeur de la photographie Bill Butler (qui œuvrera en 1975 sous la direction de Steven Spielberg dans le tournage du film  Les Dents de la mer).  Equipés de caméras légères, ils tournent dans le but d'appeler à la réinsertion de Crump dans la société.
Le film qui en résulte accompagne la publication la même année du roman écrit dans le couloir de la mort ("death row") par Crump : Burn, Killer, Burn. Le synopsis en est le suivant :
«   Dans le box des accusés, un jeune Noir attend le verdict. Face à ses juges, l'accusé revoit toute sa pauvre existence dans les faubourgs noirs de Chicago. A la fin, le condamné à mort se suicide plutôt que d'attendre son exécution.  »
Cet unique ouvrage  de Crump a été publié par la Johnson Publishing Company, Chicago, (groupe éditorial afro-américain) puis traduit en Français par France-Marie Watkins et édité sous le titre Grille, assassin, grille !  aux Presses de la Cité, en 1963.
James Baldwin en fit la critique suivante :
« Crump is one of the few people alive - repeat : alive - for whom I have what can only be called an uncompromising respect » (« Crump est l'une des rares personnes vivantes, et je dis bien vivantes, pour qui j'éprouve ce qu'on ne peut nommer que respect inconditionnel »).
La notoriété internationale qui résulte pour Paul Crump  du roman et du film lui permet d'obtenir la révision de son procès et la commutation de sa peine de mort en 199 ans de prison. Il finira par bénéficier d'une libération conditionnelle 31 ans plus tard en 1993.
Pour mémoire, la peine de mort dans l'Illinois est officiellement abolie depuis le 9 mars 2011, les condamnations étant commuée en prison à vie sans possibilité de libération conditionnelle. Le gouverneur Quinn a alors déclaré que le système judiciaire de l’Illinois était “intrinsèquement criblé d’erreurs” et que l’exécution d’innocents hypothéquait la légitimité même du gouvernement. L’abolition de la peine de mort a été saluée par les abolitionnistes comme un nouveau pas vers la disparition du châtiment ultime sur le sol américain. Mais en 2021, seuls vingt-quatre États américains (sur cinquante) ne pratiquent plus la peine de mort.
Ce téléfilm a, par ailleurs, lancé la carrière de William Friedkin. Dans Télérama, Augustin Pietron-Locatelli rapporte que le réalisateur précise « avoir peut-être giflé Paul pour obtenir plus d'émotion » dans son autobiographie Mémoires d'un cinéaste de légende, avant de conclure : « Paul a eu sa liberté, j’ai eu ma carrière ».

## Fiche technique
Sauf indication contraire, les informations mentionnées dans cette section peuvent être confirmées par la base de données cinématographiques IMDb,  présente dans la section « Liens externes ».
- Titre français : The People vs. Paul Crump
- Réalisation : William Friedkin
- Musique : Marty Rubenstein
- Photographie : Bill Butler
- Montage : Glenn McGowean
- Pays de production :  États-Unis
- Format : noir et blanc - 1,33:1 - mono
- Genre : documentaire
- Durée : 52 minutes
- Date de première diffusion : 1962

## Critique
« [La parole de] Crump est économe  mais flamboyante de justesse, comme elle aurait dû [toujours] l’être - l’existence du film aura joué ne fût-ce qu'un petit rôle dans le fait de protéger Crump de la chaise [électrique]. »[Qui ?][réf. nécessaire]
« Un film avant-coureur de l'ère de la vérité de la Thin Blue Line (La mince ligne bleue) d'Errol Morris » selon Michael Atkinson dans (The Village Voice) (Extraits reportés sur la couverture et en générique de début de la copie DVD restaurée de 1984 chez Facets Label).